# Napoléon Roussel
Pour les articles homonymes, voir Roussel.
Napoléon Roussel
Napoléon Roussel, né le 15 novembre 1805 à Sauve, dans le Gard, et mort à Genève, en Suisse, est un pasteur, écrivain et pédagogue français, auteur de plus d'une centaine d'ouvrages sur la religion chrétienne.

## Biographie

### Jeunesse
Napoléon Roussel naît le 26 brumaire de l'an 14, c'est-à-dire le 15 novembre 1805, à Sauve, dans le Gard. Son père, Pierre Roussel, est un soldat de Napoléon Ier ayant participé à la campagne d'Espagne (1808-1809), devenu fabricant de bas avec son épouse, Marie Rey. Parmi les aïeux figure Alexandre Roussel, prédicateur et martyr protestant, mort à vingt-deux ans en 1728, fils d'un autre Pierre Roussel, établit lui à Uzès. Le couple Roussel déménage à Lyon, leurs ressources restent limitées et le jeune Napoléon Roussel apprend à se contenter de peu. Il n'aime pas aller à l'école, et il lui arrive de sécher les cours. Il tirera de cette expérience ses Mémoires d'un écolier (1841) et une Méthode naturelle de lecture (1845).
Quand il eut quatorze ans, Roussel devient apprenti chez Dominique Roman, un marchand d'étoffes dont il fait les paquets. Mais Roussel préfère s'instruire il veille tard le soir pour étudier l'arithmétique, la géographie et l'histoire. Constatant son enthousiasme, ses parents obtiennent une bourse de la faculté de théologie de Genève, pour laquelle il part en 1825, à vingt ans. Durant les vacances scolaires, Roussel va de village en village, afin de dispenser instruction et sacrement aux protestants qui en seraient privés. Pour l'époque, cela est exceptionnel.

### Pastorat

#### Saint-Étienne
Ses études terminées en 1829, il doit se rendre au Havre pour y être consacré ; avant de partir, il se marie le 14 juillet 1829 avec Antoinette Roman, la fille du marchand d'étoffe. Roussel a une correspondance très suivie avec un oncle de Sauve, Bastide. Son épouse accouche fin décembre 1830 d'un garçon prénommé Adolphe, qui a pour parrain Adolphe Monod, pasteur à Lyon et ancien compagnon d'études de Roussel. En novembre 1831, il est appelé comme pasteur de l’Église naissante de Saint-Étienne.
Sous l'influence du pasteur Monod, Roussel est ébranlé et mène une foi pleine de zèle, finissant par croire en la divinité de Jésus-Christ. Sa façon de prêcher, se rapprochant de celle de Monod, ne plus pas au consistoire protestant : celui-ci avait écarté Monod en mars-avril 1832, et Roussel se trouva aussi écarté en début de l'année 1833, provoquant une vague de départ de fidèles, qui fondèrent l’Église libre de Saint-Étienne.

#### L'Algérie puis Marseille
Roussel quitte Saint-Étienne en 1835, à la suite de plusieurs difficultés, souffrances et deuils (dont celui de sa femme le 9 novembre). Il accepte une mission en Algérie française pour évangéliser les colons pieds-noirs. Le pasteur y reste un an, et « toute sa vie il conservera un souvenir lumineux de ce séjour », lui inspirant son Voyage en Algérie. Cependant, les tentatives d'évangélisation échouèrent, les colons étant plutôt indifférents à la religion en général.

## Vie privée

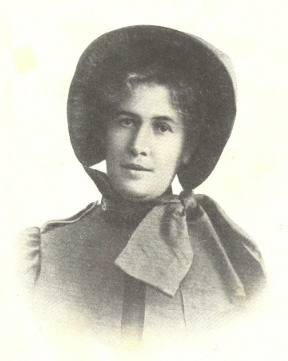
Blanche Peyron vers 1915.

Napoléon Roussel se marie une première fois avec Antoinette Roman, fille du marchand d'étoffes Dominique Roman et morte le 9 novembre 1835. Le couple a deux fils, Adolphe (1830-1891) et Jules (1823-1902).
En 1837, Roussel épouse une Caroline-Jeanne Dunant, issue d'une famille notable de Genève et veuve du pasteur genevois Charles-Étienne Chauvet, mort en 1829 ; elle décède cinq mois après le mariage.
Le 8 novembre 1838, Roussel épouse Emma Gale, fille d'un négociant anglais, et dont il a une fille, Émilie, née en 1839, épouse de Jules Delapierre et biographe du pasteur. Le couple vécut ensemble jusqu'à la mort d'Emma Gale en 1856.
Le 19 août 1857, Roussel épouse Mary Stuart, né le 11 novembre 1824 à Perth, une Écossaise issue d'une famille descendant d'un Normand dolois, compagnon d'armes de Guillaume le Conquérant. Mary accouche d'Élisa (1859-1941), de Maria (1862-1932), de Léonie (1864-1936), de Stuart (1865-1921), pasteur à Saint-Cloud, et de Blanche (1867-1933), épouse d'Albin Peyron.

## Liste des œuvres

### Récits de voyage
- Mon voyage en Algérie raconté à mes enfants, 1840, 208 p. (lire en ligne).

### Essais
- Véracité des Évangiles, Saint-Etienne, R. Pichon, 1833, 130 p. (lire en ligne).

### Les «traités-Roussel»
- Pourquoi votre curé vous défend-il de lire la Bible ?, 1835, 8 p. (lire en ligne).
- La Religion d'argent, années 1830, 11 p. (lire en ligne).